# Stenygra setigera
Stenygra setigera är en skalbaggsart som först beskrevs av Ernst Friedrich Germar 1824.  Stenygra setigera ingår i släktet Stenygra och familjen långhorningar.
Artens utbredningsområde är Paraguay. Inga underarter finns listade i Catalogue of Life.